# تبدیل‌شوندگان (مجموعه‌فیلم)
تبدیل‌شوندگان (انگلیسی: Transformers) مجموعه‌ای از فیلم‌های اکشن علمی–تخیلی براساس فرنچایز تبدیل‌شوندگان است که ساخت آن در دههٔ ۱۹۸۰ میلادی آغاز شده است. مایکل بی پنج فیلم نخست را کارگردانی کرده است: تبدیل‌شوندگان (۲۰۰۷)، انتقام فالن (۲۰۰۹)، نیمه تاریک ماه (۲۰۱۱)، عصر انقراض (۲۰۱۴) و آخرین شوالیه (۲۰۱۷). یک اسپین‌آف نیز با نام بامبلبی با تهیه‌کنندگی و کارگردانی تراویس نایت و مایکل بی، در ۲۱ دسامبر ۲۰۱۸ پخش شد. هفتمین قسمت از این مجموعه که دنباله‌ای بر فیلم بامبلبی (۲۰۱۸) محسوب می‌شود با نام تبدیل‌شوندگان: ظهور جانوران در ۹ ژوئن ۲۰۲۳ به کارگردانی و تهیه‌کنندگی، استیون کیپل جونیور و مایکل‌بی منتشر شد.
این مجموعه توسط تراویس نایت و دریم‌ورکس توزیع می‌شود. فیلم‌های مجموعهٔ تبدیل‌شوندگان با نقدهای ضد و نقیضی از سوی منتقدان همراه بوده اما بامبلبی نظرات مثبتی را دریافت کرد. این مجموعه با بیش از ۴٫۸ میلیارد دلار فروش، سیزدهمین مجموعه فیلم پرفروش در جهان است. دو فیلم تبدیل‌شوندگان: نیمه تاریک ماه و تبدیل‌شوندگان: عصر انقراض از این مجموعه بیش از ۱ میلیارد دلار فروش داشته‌اند.

## فیلم‌ها
| عنوان                        | تاریخ پخش آمریکا | کارگردان           | فیلم‌نامه‌نویس‌ها(ها)                                        | داستان                                         | تهیه‌کننده‌ها                                                                          |
| ---------------------------- | ---------------- | ------------------ | --------------------------------------------------------- | ---------------------------------------------- | ------------------------------------------------------------------------------------ |
| تبدیل‌شوندگان                 | ۳ ژوئیه ۲۰۰۷     | مایکل بی           | روبرتو ارسی و الکس کورتزمن                                | جان راجرز، روبرتو اورسی و الکس کورتزمن         | یان برایس، دن مورفی، تام دی‌سانتو و لورنزو دی بوناونتورا                              |
| تبدیل‌شوندگان: انتقام فالن    | ۲۴ ژوئن ۲۰۰۹     | مایکل بی           | ایرن کروگر، روبرتو اورسی و الکس کورتزمن                   | ایرن کروگر، روبرتو اورسی و الکس کورتزمن        | یان برایس، دن مورفی، تام دی‌سانتو و لورنزو دی بوناونتورا                              |
| تبدیل‌شوندگان: نیمه تاریک ماه | ۲۹ ژوئن ۲۰۱۱     | مایکل بی           | ارن کروگر                                                 | ارن کروگر                                      | یان برایس، دن مورفی، تام دی‌سانتو و لورنزو دی بوناونتورا                              |
| تبدیل‌شوندگان: عصر انقراض     | ۲۷ ژوئن ۲۰۱۴     | مایکل بی           | ارن کروگر                                                 | ارن کروگر                                      | یان برایس، دن مورفی، تام دی‌سانتو و لورنزو دی بوناونتورا                              |
| تبدیل‌شوندگان: آخرین شوالیه   | ۲۱ ژوئن ۲۰۱۷     | مایکل بی           | کن نولان، آرت مارکوم و مت هالووی                          | کن نولان، آرت مارکوم، مت هالووی و آکیوا گلدزمن | یان برایس، دن مورفی، تام دی‌سانتو و لورنزو دی بوناونتورا                              |
| بامبلبی                      | ۲۱ دسامبر ۲۰۱۸   | تراویس نایت        | کریستینا هادسون                                           | کریستینا هادسون                                | دان مورفی، تام دسانتو، مایکل بی، مارک وهرادیان و لورنزو دی بوناونتورا                |
| تبدیل‌شوندگان: ظهور جانوران   | ۹ ژوئن ۲۰۲۳      | استیون کیپل جونیور | جان هوبر، جوبی هارولد، جاش پیترز، اریش هوبر و دارنل متایر | جوبی هارولد                                    | دان مورفی، تام دسانتو، مایکل بی، مارک وهرادیان، دانکن هندرسون و لورنزو دی بوناونتورا |
| تبدیل‌شوندگان یک              | ۲۰ سپتامبر ۲۰۲۴  | جاش کولی           | اریک پیرسون، اندرو بارر و گابریل فراری                    | اندرو بارت و گابریل فراری                      | آرون دم، دان مورفی، تام دسانتو، مایکل بی، مارک وهرادیان و لورنزو دی بوناونتورا       |